# مارغريتا من بوربون-بارما
الأميرة مارغريتا من بوربون-بارما (بالإنجليزية: Princess Margherita of Bourbon-Parma)‏‏ (1 يناير 1847 في بارما - 29 يناير 1893 في فياريدجو) أرستقراطية من دوقية بارما.‏ والدها هو تشارلز الثالث ‏.